# Cabiro
Cabiro (en grec antic: Καβειρώ, Kabeiró) és, a la mitologia grega, probablement una nimfa marina, que residia a l'illa de Lemnos, on va néixer. Aquesta illa és del déu Hefest i, per aquest motiu, va ser estimada per ell i fou mare de diversos fills, els Cabirs i les Cabírides.
En un escolis Cabiro correspon a Demèter. Conjecturalment Cabiro també podria ser la mateixa que Idotea, una filla profètica de Proteu , coneguda en l'Odissea com Teònoe.
En altres versions Cabiro és un personatge masculí. Ciceró, per exemple, diu que el tercer Dionís té per pare a Cabiro, i diuen que va estar com a rei al capdavant d'Àsia; per a ell es van instaurar les Sabàcies.

## Estrabó
Segons Estrabó, 
Acusilao d'Argos afirma que de Cabiro i Hefest va néixer Cadmil, i que aquest va ser pare dels tres Cabirs, dels quals van néixer les nimfes Cabírides. Ferècides es refereix per una banda a nou Coribants, que serien fills d'Apol·lo i Retia i que s'haurien establert a Samotràcia, i de l'altra a la unió de Cabiro, filla de Proteu, i Hefest, de la qual naixerien els tres Cabirs i les tres nimfes Cabírides, uns i altres objectes de culte. Als Cabiros se'ls honra especialment a Imbros i a Lemnos.
Fowler creu que tant Cabiro com Retia van ser filles de Proteo i Anquínoe,  que Esteve de Bizanci diu ser una filla del Nil i mare de Sitó.

## Nono
En Nonnos de Panòpolis també ens parla de la nimfa Cabiro. 
En primer lloc, des de Lemnos, la de la muntanya d'ígnia cimera, la trucada que es convocava al costat de la mística torxa de Samos, va fer que els dos fills d'Hefest, els Cabirs, vestissin les seves armes. Aquests prenen el nom de la família de la seva mare, a qui antany va donar a llum la tràcia Cabiro per al ferrer celestial. Eren Alcont i Eurimedont, molt versats en les arts de la farga.
Durant la guerra que va sostenir Dionís contra els indis, Deríades, el principal antagonista del déu, apostrofa les seves tropes: 
Que Cabiro, la lèmnia sense vel, plori la mort dels seus dos fills i que Hefest l'ardent, llançant les seves tenalles, contempli Deríades com a genet dels cavalls de peus broncíneos.

## Entrades relacionades
- Lemnos
- Samotràcia